# Pacing and Clinical Electrophysiology
Pacing and Clinical Electrophysiology (ook PACE) is een internationaal, aan collegiale toetsing onderworpen wetenschappelijk tijdschrift op het gebied van de hartritmestoornissen.
De naam wordt in literatuurverwijzingen meestal afgekort tot Pacing Clin. Electrophysiol.
Het wordt uitgegeven door Futura Publishing namens de North American Society of Pacing & Electrophysiology en verschijnt maandelijks.
Het eerste nummer verscheen in 1978.